# Нижние Опарины
 Нижние Опарины  — опустевшая деревня в Орловском районе Кировской области. Входит в состав Орловского сельского поселения.

## География
Расположена на расстоянии примерно 12 км по прямой на север-северо-восток от райцентра города Орлова.

## История
Была известна с 1905 года как починок Беляевский (Нижние Опарины), где было дворов 12 и жителей 60. В 1926 году здесь (деревня Нижние Опарины или Беляевский) хозяйств 15 и жителей 60, в 1950 (Нижние Опарины) 12 и 36, в 1989 уже не оставалось постоянных жителей. С 2006 по 2011 год входила в состав Кузнецовского сельского поселения.

## Население
Постоянное население не было учтено как в 2002 году, так и в 2010.